# Sant'Agata di Esaro
Sant'Agata di Esaro est une commune de la province de Cosenza, dans la région de Calabre, en Italie.
La cité est jumelée avec la ville lombarde de Seregno.

## Administration
| Période                                  | Période | Identité | Étiquette | Qualité |
| ---------------------------------------- | ------- | -------- | --------- | ------- |
|                                          |         |          |           |         |
| Les données manquantes sont à compléter. |         |          |           |         |

### Communes limitrophes
Belvedere Marittimo, Bonifati, Buonvicino, Cetraro, Malvito, Mottafollone, Sangineto